# La Vie d'une femme galante
La Vie d'une femme galante (好色一代女, Kōshoku ichidai onna) est un roman du monde flottant de Ihara Saikaku, publié en 1686. Il est traduit en France sous le titre Vie d'une amie de la volupté.

## Résumé
Un homme du monde qui vit dans la capitale Kyoto va à Saga, une banlieue de Kyoto, avec quelques amis. Ils rencontrent une vieille femme qui vit dans une hutte en paille et écoutent le récit de sa vie. Née fille d'une famille de nobles de la cour, elle perd son statut privilégié, tombe toujours plus bas au long d'une vie mêlée de plaisir et de trouble au cours de laquelle elle est maîtresse d'un daimyo, courtisane et finit sur le trottoir. À chaque étape, elle essaye de s'échapper de la situation dans laquelle elle se trouve, mais sa propre nature la fait échouer.
Le film La Vie d'O'Haru femme galante de Kenji Mizoguchi est basé sur ce roman.